# Luc Ramos
Pour les articles homonymes, voir Ramos.
Luc Ramos, né le 14 février 1991, est un arbitre international français de rugby à XV.

## Biographie
Luc Ramos commence l'arbitrage en rugby à XV en 2006 à l'âge de 15 ans à Vendres dans l'Hérault, près de Béziers. Il intègre alors la filière sport-étude de cette ville et monte rapidement les échelons. Au sein de la ligue Occitanie il devient arbitre de Fédérale 3 en 2011 puis de Fédérale 2 en 2012,.
Il atteint la Pro D2 en 2015 puis le Top 14 en 2019. Il arbitre également des rencontres dans les compétitions de l'EPCR, la Challenge Cup et la Champions Cup, à partir de la saison 2022-2023,.
Au niveau international, il commence à arbitrer des matchs du Tournoi des Six Nations des moins de 20 ans en 2023 où il officie pour le match pays de Galles-Irlande lors de la première journée ; puis il arbitre également lors du Championnat du monde junior 2023. Il est ensuite appelé pour le Tournoi des Six Nations 2024 où il est juge de touche lors d'Irlande-Italie avant de devenir arbitre principal sur plusieurs rencontres internationales lors des tournées d'été et d'automne 2024,,,,.